# Hurle à la mort

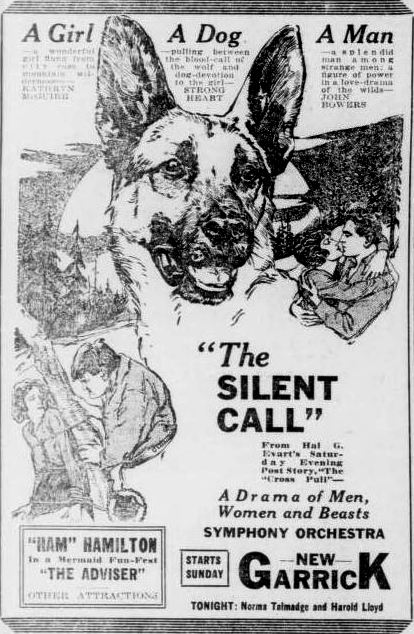
Affiche du film

Hurle à la mort (titre original : The Silent Call) est un film américain réalisé par Laurence Trimble et sorti en 1921.

## Fiche technique
- Titre original : The Silent Call
- Réalisation : Laurence Trimble
- Scénario : Jane Murfin d'après The Cross Pull de Hal G. Evarts
- Photographie : Charles Dreyer, Glen Gano
- Durée : 7 bobines[2]
- Date de sortie: 
  - États-Unis : 7 novembre 1921

## Distribution

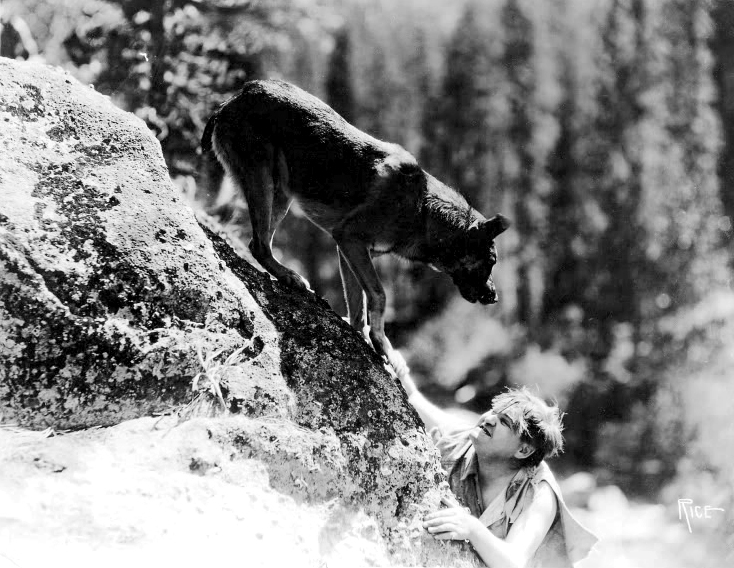
Le chien Strongheart et John Bowers dans une scène du film

- Strongheart : Flash
- John Bowers : Clark Moran
- Kathryn McGuire : Betty Houston
- William Dyer : Ash Brent
- James Mason : Luther Nash
- Nelson McDowell : Dad Kinney
- Ed Brady : Jimmy the Dud
- Robert Bolder : James Houston